# Домон
Домон (фр. Domont) — муниципалитет во Франции, в регионе Иль-де-Франс, департамент Валь-д'Уаз. Население — 14 883 человека (1999). Муниципалитет расположен на расстоянии около 20 км севернее Парижа, 20 км восточнее Сержи.

## Демография
Динамика населения (INSEE):

## Города-побратимы
- Гермеринг, Германия (1984)
- Шепшед, Великобритания (1989)
- Вольштын, Польша (2005)
- Буя, Италия (2009)

## Известные уроженцы
- Реми Мареваль, французский футболист.